# Josephine Langford
Josephine Langford (Perth, 1997. augusztus 18. –) ausztrál színésznő.
Leginkább Tessa Young főszerepéről ismert a Miután-filmsorozatban. Ezenkívül Emma Johnsont alakította a Netflixen megjelent Moxie, avagy a vagány csajok visszavágnak című filmben.

## Gyermekkora
Langford Ausztrália nyugati részén található Perth városában született és Applecrossban, Perth folyóparti külvárosában nőtt fel. A Royal Flying Doctor Service nyugati műveleti orvosi igazgatójának, Stephen Langfordnak és Elizabeth Green gyermekorvosnak a fiatalabbik lánya. Idősebb nővére, Katherine Langford, szintén színésznő. Gyerekként Langford érdeklődött a zene iránt, szaxofonon, hegedűn és zongorán játszott. 2008-ban, tíz éves korában Langford megírta és előadta a "Shadows" című dalt egy zenei versenyre, amellyel elnyerte az "Év dala" címet. Két további dalt is írt, "Lonely" (2007) és "Sea Shanty" (2008) címekkel. A Perth-i Mindenszentek Főiskola, ahová járt a lányt tehetséges zeneszerzőnek tartotta. Számos iskolai zenei versenyen indult. Hét és nyolc évesen a Interschool Debating and Tournament of Minds-ba járt. 3-tól 12 éves koráig Langford a Mindenszentek Főiskolára, illetve a Nyugat-Ausztráliai Bull Creek-be járt. 2014-ben, 17 évesen megszerezte diplomáját a Mindenszentek-i főiskolán.[forrás?]

## Színészi pályafutása
Langford 13 éves korában kezdett színészi órákra járni. 2012-ben színészi órákon vett részt a Perth-i filmiskolában. 14 éves korában olyan rövid filmekben kezdett szerepelni, mint a Sex Ed (2013),  When Separating (2013) és Gypsy Blood (2014). Képernyőn a „Pulse” (2017) című független filmmel debütált, amelyet filmfesztiválokon vetítettek. Ugyanebben az évben mellékszínészként is szerepelt a "Wish Upon" amerikai horrorfilmben Joey King mellett. 2017-ben debütált a "Wolf Creek" című ausztrál televíziós sorozatban.
2018 júliusában Langford Tessa Young-ot alakította a „Miután” című filmben, amely Anna Todd 2014-es azonos című regénye alapján készült. A film premierje 2019-ben volt, és 69,7 millió dollárt gyűjtött világszerte. Langford Teen Choice Awards-ot nyert Tessa szerepéért. Langford és a társszereplő Hero Fiennes Tiffin megismételte szerepét a folytatásban, Miután összecsaptunkban, ami 2020-ban jelent meg. 2019-ben Langford A sötétség titkai amerikai horror-antológiai internetes televíziós-sorozatban is megjelent, mint Clair. Ugyanebben az évben, Emma Johnson-t játszotta el a Moxie, avagy a vagány csajok visszavágnak című netflixes filmben, amely Jennifer Mathieu által írt azonos című regényén alapul. 2021-ben harmadjára is megismételte Tessa Young szerepét a Miután elbuktunk című filmben.

## Filmográfia

### Film
| Év   | Magyar cím                                | Eredeti cím       | Szerep                     | Magyar hang   | Megjegyzések                        |
| ---- | ----------------------------------------- | ----------------- | -------------------------- | ------------- | ----------------------------------- |
| 2013 |                                           | Sex Ed            | tanuló Miss B. osztályából |               | rövidfilm                           |
| 2014 |                                           | Gypsy Blood       | Renae Armstrong            |               | rövidfilm                           |
| 2017 |                                           | Pulse             | tanuló                     |               | cameoszerep stáblistán nem szerepel |
| 2017 |                                           | Wish Upon         | Darcie Chapman             |               |                                     |
| 2019 | Miután                                    | After             | Tessa Young                | Czető Zsanett |                                     |
| 2020 | Miután összecsaptunk                      | After We Collided | Tessa Young                | Czető Zsanett |                                     |
| 2021 | Moxie, avagy a vagány csajok visszavágnak | Moxie             | Emma Johnson               | Czető Zsanett | Netflix                             |
| 2021 | Miután elbuktunk                          | After We Fell     | Tessa Young                | Czető Zsanett |                                     |
| 2022 | Miután boldogok leszünk                   | After Ever Happy  | Tessa Young                | Czető Zsanett |                                     |
| 2022 |                                           | Evolution         | Katy Gibson                |               |                                     |
| 2023 | Miután annyi minden történt               | After Everything  | Tessa Young                | Czető Zsanett |                                     |
| 2023 |                                           | The Other Zoey    | Zoey Miller                |               |                                     |

### Televízió
| Év   | Magyar cím        | Eredeti cím   | Szerep       | Megjegyzés                   |
| ---- | ----------------- | ------------- | ------------ | ---------------------------- |
| 2017 |                   | Wolf Creek    | Emma Webber  | Epizód: "Journey", "Outback" |
| 2019 | A sötétség titkai | Into the Dark | Clair Singer | Epizód: "They Come Knocking" |
| 2020 |                   | Day by Day    | Belle / Lucy | szinkronszerep               |

## Díjak és jelölések
| Év   | Díj                | Kategória                  | Jelölt projekt | Eredmény |
| ---- | ------------------ | -------------------------- | -------------- | -------- |
| 2019 | Teen Choice Awards | Choice Drama filmszínésznő | Miután         | Elnyerte |